# Manfred Finckh
Manfred Finckh (* 10. April 1963 in Hamburg) ist ein deutscher Geoökologe und Wissenschaftler an der Universität Hamburg.

## Leben
Finckh studierte an der Universität Bayreuth und trat 1991 eine DAAD-Kurzzeitdozentur in Chile an. Anschließend wurde er Wissenschaftlicher Mitarbeiter am Lehrstuhl für Biogeographie der Universität Bayreuth und promovierte dort 1995. Es folgten mehrerer Lehr- und Forschungsaufenthalte in Chile, u. a. war er Dozent für Physische Geographie am Departamento de Ciencias Sociales der Universidad de La Frontera, Temuco, Chile.
Von 2000 bis 2006 war er Leitender Wissenschaftler im IMPETUS-Projekt. Seit März 2010 ist er Wissenschaftlicher Koordinator am SASSCAL an der Universität Hamburg. Er koordiniert die Forschung im Projekt The Future Okavango für die Universität Hamburg.

## Publikationen
Fachartikel in Auswahl
- Z. Akasbi, J. Oldeland, J. Dengler, M. Finckh: Analysis of GPS trajectories to assess goat grazing pattern and intensity in southern Morocco. In: The Rangeland Journal. 34, 2012, S. 415–427. doi:10.1071/RJ12036
- Z. Akasbi, J. Oldeland, J. Dengler, M. Finckh: Volume-biomass functions reveal the effect of browsing on three Moroccan dwarf shrubs. In: African Journal of Range & Forage Science. 29, 2012, S. 31–36.
- K. P. Freier, R. Brüggemann, J. Scheffran, M. Finckh, U. A. Schneider: Assessing the predictability of future livelihood strategies of pastoralists in semi-arid Morocco under climate change. In: Technological Forecasting and Social Change. 79, 2012, S. 371–382.
- N. Jürgens, M. Finckh, G. Zizka u. a.: The BIOTA Biodiversity Observatories in Africa – A standardized framework for large-scale environmental monitoring. In: Environmental Monitoring and Assessment. 184, 2012, S. 655–678.
- J. Dengler, M. Finckh, N. Spencer u. a.: The Global Index of Vegetation-Plot Databases (GIVD): a new resource for vegetation science. In: Journal of Vegetation Science. 22, 2011, S. 582–597.
- F. Rupprecht, J. Oldeland, M. Finckh: Modelling potential distribution of the threatened tree species Juniperus oxycedrus: how to evaluate the predictions of different modelling approaches? In: Journal of Vegetation Science. 22, 2011, S. 647–659.